# Haloragis myriocarpa
Haloragis myriocarpa är en slingeväxtart som beskrevs av Anthony Edward Orchard. Haloragis myriocarpa ingår i släktet Haloragis och familjen slingeväxter. Inga underarter finns listade i Catalogue of Life.